# Classe unique
 (avril 2015).
En France, la classe unique est le regroupement de tous les élèves d'une même école élémentaire, quels que soient leurs niveaux, dans une seule classe sous la direction d’un seul maître. La classe unique se rencontre essentiellement dans les écoles rurales à faible effectif.
Les études publiées à ce jour tendent à démontrer que les élèves sortant de classe unique ont des moyennes supérieures aux moyennes générales des établissements qu'ils rejoignent (collège),,.

## Classe unique

### Définitions, caractéristiques
« Au XVIe siècle, « école » et « classe » avaient la même signification car l’école ne comporte alors qu’une seule classe ».
Aujourd’hui la classe unique est un regroupement dans un même endroit des trois cycles de l’école élémentaire sous la direction d’un seul maître. Le maître est alors le seul interlocuteur face aux élèves, aux familles et aux autorités locales. C’est la seule personne qui s’occupe de l’éducation, et le seul responsable des résultats qu’on en attend. Il a ainsi une grande liberté. Tous les changements de l’emploi du temps lui sont autorisés seulement si ceci est récupéré plus tard. La classe unique dépasse rarement un effectif de 20 élèves, et il peut y avoir seulement une personne qui représente un niveau.

### Où les trouve-t-on?
Les classes uniques se trouvent essentiellement dans les communes rurales. Elles impliquent « un milieu socioculturel la plupart du temps défavorisé ». En effet, il y a tellement peu d’effectif dans l’école, qu’il devient impossible de faire des classes selon le niveau. On regroupe donc tous les niveaux dans la même classe. Dans l’environnement local, l’école est le dernier et le seul service public du village après la mairie, ce qui montre un isolement géographique. Étant donné qu’il y a une seule classe, tout le monde se connaît. Il y a ainsi un sentiment de convivialité et un esprit de famille. Les classes uniques sont associées à plusieurs villages et regroupées à une ville plus ou moins importante pour bénéficier de certaines structures.

### Organisation d’une classe unique

#### Pratique
Pour favoriser un meilleur équilibre et l'organisation de la journée de l'élève, ce dernier sait son emploi du temps.
De plus, l’enseignant doit aussi mettre en place un cahier-journal, pour que la mise en place d’une journée soit plus pratique. Ce cahier-journal permet à l’enseignant de ne pas oublier tout ce qu’il avait prévu pour chaque niveau et ainsi de garantir une harmonie dans les différentes disciplines. Ce cahier contient ainsi de nombreux renseignements. En guise d’illustration, le titre des contenus et des références, le type d’évaluation, mais aussi le matériel utilisé pour telle activité. Il contient aussi le temps que l’instituteur est censé rester avec chaque groupe de niveaux, pour ne pas avantager les uns et non les autres. 
Le journal de classe est un appui pour les enseignants remplaçants qui arrivent en cours d’année. Cet outil permet de savoir où l’enseignant  en est avec ses élèves. Cependant, il n'est pas utilisé par tous les enseignants. C’est un support qui aide à s’organiser et ainsi à ne pas perdre le fil de la journée.

#### Pédagogie
Étant donné que l’enseignant possède plusieurs niveaux, il met en place des pédagogies facilitant l'organisation de la classe.
Les enfants peuvent tous aborder à un moment donné la même notion. L’enseignant devra approfondir la notion avec certains niveaux, puisqu’ils doivent maîtriser cette notion avant la fin de l’année. Pour que les autres niveaux ne s'ennuient pas, le professeur doit leur prévoir des exercices, ou du moins, des occupations. Ce type de fonctionnement permet le travail en autonomie de la part des élèves; c’est une qualité très importante que les élèves développent. L'entraide est une qualité riche chez ces élèves, en effet s'ils ne peuvent pas interrompre l'enseignant, ils peuvent toujours demander à leurs camarades plus âgés.   
L’une des pédagogies qui est le plus mis à l’œuvre, c’est la pédagogie différenciée. Elle consiste à adapter chaque apprentissage aux élèves parce qu’il faut « adapter les rythmes d’apprentissage aux rythmes de chacun et faire en sorte que chaque enfant ait atteint le niveau que l’on exige en fin de cycle ». Il ne faut pas oublier que les besoins des élèves ne sont pas les mêmes. Cette pédagogie permet une prise de conscience de l’hétérogénéité des enfants. Et cette prise de conscience est indispensable pour la réussite des élèves. Pour ce faire, l’enseignant organise une évaluation diagnostique pour faire des groupes selon les besoins et les niveaux pour adapter les apprentissages. Ainsi, les enfants ont la possibilité de travailler ensemble, en s'entraidant. Pendant ce temps, le maître enseigne à un autre groupe. 
Le multi âge conduit à des échanges enrichissants et favorise l'autonomie des enfants, ce qui permet d'aboutir à un dispositif "du 3e type" où la posture de l'enseignant change. Il permet à l'élève d'apprendre de façon autonome selon ses besoins. C'est l'une des explications des bons résultats des classes uniques.

### Matériel
L'enfant, du plus âgé au plus jeune, doit trouver sa place dans la classe. La mise en place par l'enseignant d'un environnement adapté permet de satisfaire l'ensemble des besoins de chaque élève. En d'autres termes du matériel spécifique répondra à leurs demandes. 
La classe devra au minimum contenir des espaces ludiques pour les élèves, mais aussi des espaces de travail, nous les appellerons les coins :
- Un coin de peinture près d’un coin d’eau pour les élèves qui feront de la peinture. Il faudrait que le robinet soit de taille les élèves plus petits.
- Un coin table/tableau, autrement dit une disposition traditionnelle face au tableau afin que les élèves de l’école primaire puissent suivre les apprentissages.
- Un coin lecture, avec des livres adaptés à tous les niveaux.
- Un coin tapis, c’est l’endroit de rassemblement pour les élèves de maternelles, pour la lecture, ou les rituels du matin.

## Les avantages d'une classe unique
Des chercheurs ont relevé les résultats d'élèves issus de cours en classe unique, et constatent que ces derniers, à l'entrée en sixième, ont des résultats supérieurs à ceux des élèves issus d'école à cours simple (une à deux classes par niveau).
Aujourd'hui de nombreux enseignants et parents d'élèves se battent pour conserver les classes uniques en milieu rural. Les instituteurs qui y enseignent, une fois l'inquiétude des débuts dépassée, apportent des témoignages très positifs de cette expérience. Si la préparation peut se révéler plus importante que pour un cours en classe simple, cette surcharge est compensée par l'autonomie des élèves, qui découle de ce dispositif et qui rend le déroulement des journées particulièrement fluide.

### Pour les apprentissages
La classe multi-niveaux crée une dynamique de diversification des apprentissages.
- l' auto-apprentissage : l'hétérogénéité et la non-ubiquité de l'enseignant oblige à des plages d'autonomie, où l'enfant sera seul face à sa recherche, mais pas "abandonné".
- l' inter-apprentissage : la différence de niveaux permet l'apprentissage entre pairs, ce qu'on appelle parfois l'effet vicariant. Tout simplement, l'entraide entre enfants, voire l'imitation, mais aussi parrainage ou le monitorat.
- le rétro-apprentissage ou le bénéfice que retire "celui qui sait" en expliquant à celui "qui ne sait pas". (On apprend aussi en tentant d'expliquer).

### Le vécu psycho-affectif
La classe multi-niveaux modère la violence inhérente à tout groupe d'individus.
- le mélange d'âge, de taille et de force dans la même classe aboutit généralement à plus de tolérance chez les enfants.
- le roulement d'année en année (en moyenne 1/3 de nouveaux arrive à la rentrée, 1/3 change de cycle ou va en 6°) crée une continuité, donc une stabilité favorable à la sérénité de la classe.
- les problèmes de dominant-dominé trouvent leur solution dans la durée. On peut devenir leader à son tour (ce qui n'est pas le cas d'un enfant suivant une scolarité à cours unique).

### L'organisation de la classe
La classe multi-niveaux oblige possède une organisation particulière, qui tend à devenir coopérative.
- l' organisation se complexifie obligatoirement. Cela implique, pour que le fonctionnement soit viable, une participation accrue des enfants à cette même organisation.
- le fonctionnement  du maître se déplaçant, qui impulse une évolution adaptative de l'enseignant.

### L'efficacité
La classe multi-niveaux permet en début d'année un démarrage beaucoup plus rapide, puisque les 2/3 des enfants et l'enseignant se connaissent déjà.
- l 'organisation de départ est déjà connue des "anciens", et vite acquise des nouveaux par une sorte de compagnonnage pratique.
- l'enseignant connaît déjà, dès la rentrée, le niveau, les compétences et le comportement d'une bonne partie de sa classe. Ce qui raccourcit d'autant les évaluations de départ et permet donc une entrée plus rapide dans les apprentissages.

### Les relations entre classes
Il n'y a plus les classes des petits et les classes des grands, avec les problèmes que cela peut créer dans la cour de récréation. Par ailleurs, la communication inter-classe  est favorisée puisque chaque classe a le même mélange d'âge et de niveau.

## Les inconvénients d’une classe unique

### Pour l’enseignant
Il doit s’occuper de la classe et du programme de chaque niveau. Ce qui demande beaucoup de préparations alors qu’il y a peu d’élèves. C’est une organisation lourde lorsque l’État décide de changer les programmes. L’enseignant peut également être amené à s’occuper de la direction.  Une école qui possède une classe unique n’aura pas un directeur à elle toute seule. C’est pourquoi, un jour de décharge de direction peut être mis en place pour s’occuper de la direction d’une école, voire d’une classe. 
L'enseignant, qui se doit d'aborder la totalité du programme, doit repenser sa méthodologie. Quand les enseignants sont affectés en classe unique, ils sont souvent inquiets. Il est vrai que l'enseignement en classe unique demande davantage d'énergie et de préparation, ainsi qu'une capacité d'adaptation importante.  

### Pour les élèves
La particularité de la classe unique, qui est d'accueillir des enfants avec une importante différente d'âge. Si elle peut être source d'un repli sur soi pour des élèves, elle est souvent plutôt considéré comme un facteur de cohésion. 
Les élèves qui arrivent en cours d’année peuvent avoir du mal à s’intégrer dans une classe qui se connait depuis très longtemps. Arrivés au collège, les élèves peuvent éprouver des difficultés puisqu’ils sont restés dans un cadre protecteur, avec les mêmes élèves. Charge donc à l'enseignant de limiter le repli sur soi de la classe unique, comme le font certaines villes grâce à des jumelages entre les communes, et à bien préparer l'intégration au collège. 
En effet, l’organisation du collège est complètement opposée à celle de la classe unique. L’enfant doit rester avec des enfants de son âge et le professeur est tout le temps disponible dans la classe. Ajoutons que le rythme de travail n’est pas forcément adapté à l'allure de l’élève, contrairement à l'enseignement en classe unique.  
Pour que tous les enfants bénéficient des mêmes interventions que des écoles classiques, la classe unique peut faire aussi appel à des intervenants, mais selon le niveau, certains enfants n’ont pas la possibilité de participer aux activités prévues par l’école. Ce qui peut être une source de frustration pour les élèves. Il est donc nécessaire pour l'enseignant de rester particulièrement attentif à la place de chacun dans le groupe. 
Les parents représentent également un acteur essentiel à la pérennité de la classe unique. La classe unique peut créer une angoisse car de prime abord, les parents sont inquiets que leurs enfants n’apprennent pas assez. Dans une classe unique fonctionnant correctement, ces inquiétudes sont rapidement dissipées.

### École
Par manque de moyens financiers du village ou de la commune, les locaux et les aménagements sont restreints. 
Il peut en découler un manque de moyens pour acheter du matériel comme le rétroprojecteur qui peut être très pratique pour des apprentissages. De surcroît, l’école peut peiner à trouver des sujets d'intérêts communs et donc à organiser des sorties. Pour faire face à cette contrainte, une association avec d’autres écoles est souvent envisagée et bénéfique. Concernant des matières particulières comme l’EPS et l’anglais, le manque de moyens se traduit par une obligation pour le maître, de maîtriser de l'enseignement de ces disciplines.
La classe unique présentant quelques inconvénients, certains parents peuvent être dans un premier temps réticents à l'idée de scolariser leur enfant dans ce type d'établissement. Toutefois, le nombre important d'associations de parents d'élèves tentant de sauver leur classe unique démontre que cette idée est souvent dépassée une fois qu'ils ont expérimenté la classe unique.

### Comment résoudre les problèmes?
La classe unique peut être menacée de fermeture, dû à un effectif réduit. Pour éviter cette conséquence, des solutions ont été trouvées :
- Association avec d’autres écoles pour éviter l’isolement[11].
- Regroupement pédagogique intercommunal (RPI)[16]. Ce dispositif consiste à associer plusieurs écoles à faible effectif scolaire, afin d’avoir des élèves de la même tranche d’âge dans des écoles différentes pour faciliter la pédagogie. Ce rassemblement permet d’éviter les fuites des élèves vers d’autres villes ou communes voisines. L’école maternelle peut se retrouver dans une ville et l’école primaire dans l’autre. Ce sera ainsi une classe avec un multi-niveau moins important. Ainsi une meilleure pédagogie pourra être mise en place. Mais les regroupements peuvent aussi se faire pour des organisations de voyages, d’activités sportives, de rencontres avec des personnalités. Les regroupements peuvent être de nature intercommunaux ou intra communaux. Ce système peut permettre de laisser une école ouverte.